# The Deadly Bees
The Deadly Bees is een Britse drama/horrorfilm uit 1966, gebaseerd op H.F. Heards roman A Taste for Honey. De film werd geregisseerd door Freddie Francis. Hoofdrollen werden vertolkt door Suzanna Leigh, Guy Doleman, en Frank Finlay.

## Verhaal
De film begint met twee mannen van een niet bij naam genoemd ministerie, die een brief van een imker doornemen. In de brief beweert de imker een ras van moordlustige bijen te hebben gemaakt. De twee concluderen echter dat de man niet goed bij zijn hoofd is, en besteden er verder geen aandacht aan. Dit terwijl de imker in zijn brief eveneens vermeldt dat hij zijn bijen los zal laten op onschuldige mensen als hij niet serieus genomen wordt.
Ondertussen treedt elders popster Vicki Robbins live op voor de televisie. Ze valt echter flauw van uitputting tijdens haar optreden en wordt naar een huis op Seagull Island gestuurd om bij te komen. Het huis waar ze verblijft wordt gerund door een depressief en verbitterd koppel genaamd Ralph en Mary Hargrove. Ralph is een imker, net als zijn buurman H.W. Manfred.
Vickie ontdekt een aantal mysterieuze gebeurtenissen op het eiland. Mary Hargrove en haar honden worden aangevallen door bijen, en overleven de aanval niet. Daardoor begint Vicki Rick te verdenken. Zij en Manfred gaan op onderzoek uit, en hij moedigt aan om Ralphs papieren eens door te kijken. Ze ontdekt uit de papieren dat Ralph erin is geslaagd om “de geur van angst” te isoleren in een vloeibare vorm. Waarschijnlijk heeft hij dit gebruikt om zijn bijen te fokken.
Vicki’s onderzoek blijft niet onopgemerkt, en spoedig wordt ook zij aangevallen door de bijen. Ze kan ontsnappen naar Manfreds huis, waar ze besluit te blijven tot ze het eiland kan verlaten. Manfred begint zich opeens erg verdacht te gedragen, waardoor Vicki besluit toch door te gaan met haar onderzoek. Ze ontdekt een geheim laboratorium onder Manfreds huis. Manfred bekent dat hij, en niet Ralph, het meesterbrein achter de bijen is. Nu Vicki zijn geheim kent, zal hij haar ook moeten vermoorden. Vicki slaagt erin om de aanslag te ontlopen, waardoor Manfred zelf wordt gestoken door zijn bijen. Terwijl Manfred sterft aan de bijensteek, vlucht Vicki het lab uit en steekt het huis in brand. De volgende dag verlaat ze het eiland, net op het moment dat iemand van het ministerie arriveert om onderzoek te doen naar de overleden mensen.

## Rolverdeling
| Acteur         | Personage      |
| -------------- | -------------- |
| Suzanna Leigh  | Vicki Robbins  |
| Frank Finlay   | H.W. Manfred   |
| Guy Doleman    | Ralph Hargrove |
| Catherine Finn | Mary Hargrove  |
| John Harvey    | Insp. Thompson |
| Michael Ripper | David Hawkins  |
| Anthony Bailey | TV Compere     |
| Tim Barrett    | Det. Harcourt  |

## Achtergrond
De film was geen succes. Critici kraakten de film vooral af vanwege het acteerwerk, de special effects en de fouten in de continuïteit. De film werd in 1998 bespot in de cultserie Mystery Science Theater 3000.